# Pregara
Pregara je naselje v Slovenski Istri, ki upravno spada pod Mestno občino Koper. 